# Спориш Юлія Олексіївна
Спориш Юлія Олексіївна — українська феміністка, активістка, амбасадорка гендерної рівності в Україні, кандидатка соціологічних наук, засновниця та директорка ГО «Дівчата».

## Біографія
У 2002—2005 роках отримувала ступінь бакалавра з соціології у МАУП.
З 2005 по 2007 роки здобувала ступінь магістра на факультеті соціології Київського національного університету імені Тараса Шевченка.
З 2007 по 2010 роки навчалася в аспірантурі соціологічного факультету Київського національного університету імені Тараса Шевченка. У 2010 році захистила кандидатську дисертацію на тему: «Стилі життя середнього класу (на прикладі великого міста)».

## Сім'я
Перебуває у шлюбі. Виховує трьох дітей: дочку Владу та синів Андрія й Тараса.

## Кар'єра
Кар'єру Юлія Спориш розпочинала в сфері маркетингових та соціологічних досліджень. Із позиції інтерв'юерки упродовж кількох років доросла до посади директорки з розвитку бізнесу. Згодом працювала в фінансовій та інвестиційній галузях. З 2019 року сконцентрувала професійні зусилля на громадській діяльності.
- 2005—2009 роках — дослідниця та директорка з розвитку бізнесу у Touchpoll Research.
- 2009—2011 — працювала на посаді директорки з розвитку бізнесу у World Web Studio.
- 2011—2019 — очолювала TRData Ukraine.
- 2019 року і дотепер — директорка громадської організації «Дівчата».

## Місія
Допомогти Україні стати країною, в якій жінки є захищеними, самосвідомими, реалізованими, здоровими та щасливими, а дівчата розуміють власну самоцінність та соціальну значущість, вміють відстоювати свої права і відповідально будувати життєву стратегію.

## Діяльність у межах ГО «Дівчата»
Як засновниця, візіонерка та директорка ГО «Дівчата», формує загальну стратегію організації, яка сьогодні нараховує понад 350 осіб (99 % з яких — жінки), діє у 12 областях України, реалізує понад 20 проєктів, спрямованих на захист прав жінок, надання психологічної, юридичної та гуманітарної допомоги, покращення доступу до освіти, протидію гендерно зумовленому насильству та втіленню комплексних ініціатив, спрямованих на захист дітей.
З лютого 2022 року через російське повномасштабне вторгнення в Україну громадські ініціативи Юлії Спориш спрямували діяльність ГО «Дівчата» у бік допомоги постраждалим від війни дорослим та дітям.
Юлія Спориш активно виступає на міжнародних форумах та конференціях («Комісія зі становища жінок» в США, «Women Deliver» в Руанді, «Міжнародна конференція з питань відновлення України» в Німеччині, «Зустріч посадовців високого рівня» у Бельгії тощо) та репрезентує інтереси українських жінок у закордонних медіа.
Також Юлія Спориш є менторкою. Вона проводить тренінги та курси для очільниць громадських організацій, допомагаючи їм розвивати свої лідерські навички та потенціал. Зокрема, виступає фасилітаторкою курсу «Лідерство в кризовому реагуванні» від Центру Гуманітарного Лідерства (Австралія), який працює на базі державного університету Дікіна.

## Нагороди
2024 рік — жіноча премія Анни Кляйн за значний внесок у розвиток феміністичного руху та захист прав жінок.